# 天野開斗
天野 開斗（あまの かいと、2003年4月22日 - ）は、日本の柔道家。神奈川県小田原市出身。階級は81kg級。身長179cm。段位は二段。組み手は右組み。得意技は内股。

## 経歴
柔道は10歳の時に小田原柔道協会で始めた。東海大相模中学から東海大相模高校へ進むと、2年の時には全国高校選手権81kg級の3回戦で敗れた。3年の時にはインターハイで3位、全日本ジュニアでは2位になった。2022年に東海大学へ進むと、1年の時には優勝大会で優勝に貢献すると、体重別団体でも2位となった。世界ジュニアの個人戦では2回戦で敗れたが、団体戦では優勝した。2年の時には体重別で3位になった。優勝大会では2位、全日本ジュニアでも決勝で明治大学1年の伊澤直乙斗に技ありで敗れて2位にとどまった。続く世界ジュニアでは決勝まで進むと、ジョージアのアレクサンドレ・ロラーゼを腕挫脚固で破って優勝を飾った。講道館杯では決勝で日本大学4年の北條嘉人を技ありで破って、シニアの全国大会初優勝を飾った。グランドスラム・東京では2回戦でタジキスタンのソモン・マフマドベコフに隅落で敗れた。グランプリ・リンツでは2回戦でブラジルのギリェルメ・シュミトに反則負けを喫した。3年の時には優勝大会で優勝した。学生体重別では決勝で伊澤に敗れて2位に終わった。講道館杯では準決勝で北條に反則負けを喫して3位に終わった。グランドスラム・東京では2回戦でIJF名義で出場したロシアのティムル・アルブゾフに合技で敗れた。4年の時には体重別の決勝で旭化成の老野祐平に有効で敗れて2位だった。ワールドユニバーシティゲームズでは準決勝まで全て一本勝ちすると、決勝でジョージアのザウル・ドゥバラシビリを有効で破って優勝した。団体戦では準決勝のみ出場すると、その後チームは優勝した。
IJF世界ランキングは756ポイント獲得で61位（2025年7月20日現在）。

## 戦績
- 2021年 - インターハイ 3位
- 2021年 - 全日本ジュニア 2位
- 2022年 - スペインジュニア国際 2位
- 2022年 - 優勝大会 優勝
- 2022年 - 世界ジュニア 団体戦 優勝
- 2022年 - 体重別団体 2位
- 2022年 - 講道館杯 5位
- 2023年 - 体重別 3位
- 2023年 - 優勝大会 2位
- 2023年 - 全日本ジュニア 2位
- 2023年 - 世界ジュニア 優勝
- 2023年 - 講道館杯 優勝
- 2024年 - 優勝大会 優勝
- 2024年 - 学生体重別 2位
- 2024年 - 講道館杯 3位
- 2025年 - 体重別　2位
- 2025年 - ワールドユニバーシティゲームズ　個人戦　優勝　団体戦　優勝

（出典）